# 151 PLM 1 à 10
Les 151 A 1 à 10 étaient des locomotives à vapeur du type Santa-Fé construites pour la Compagnie du chemin de fer Paris-Lyon-Méditerranée par la société Schneider au Creusot en 1932.

## Genèse
Dans les années 1930, les convois sont de plus en plus lourds. Il est nécessaire d'utiliser deux locomotives pour tracter les trains. Ce qui pose de nombreux problèmes tels que la patinage et la surconsommation. La compagnie demande donc, en 1932, à la firme Schneider du Creusot la conception d'une nouvelle locomotive pour s'affranchir de ces problèmes. 
Le Seuil de Bourgogne est un passage délicat pour la compagnie PLM (Compagnie des chemins de fer de Paris à Lyon et à la Méditerranée). Les portions  Dijon - Laroche-Migennes et Saint-Étienne - Lyon sont les plus délicates. Les locomotives sont à leurs limites. 
Ces locomotives avaient hérité de la chaudière des 241 A PLM 1 à 145 mais le moteur compound présentait, lui, une particularité, à savoir que les quatre cylindres étaient extérieurs :
- les cylindres basse pression étaient montés à l'avant de la machine et entrainaient les deux  premiers essieux
- les cylindres haute pression étaient, eux, montés entre les deuxièmes et troisièmes roues motrices, et entrainaient les trois derniers essieux.

## Utilisation et Services
En 1933 la 151 A 10 fut essayée sur le réseau de la Compagnie des chemins de fer du Nord en concurrence avec une 150 Nord 5-1201 à 5-1230 où elle montra un gain de puissance de 20 % pour un effort de traction sensiblement égal.
Durant toute leur carrière, ces locomotives  connurent uniquement le dépôt des Laumes avec la remorque de trains de 1 250 t  à 50 km/h dans la rampe de 8 pour mille entre Dijon - Laroche-Migennes. 
La Compagnie voulut poursuivre la série avec 25 unités supplémentaires pour le bassin de Saint-Étienne mais la création SNCF en 1938, où la série fut immatriculée : 5-151 A 1 à 10, ne permit pas de réaliser cette commande.
L'électrification de Paris - Lyon, en décembre 1949,  entraîna la mutation des locomotives vers la région Est car les machines se retrouvèrent sans emploi. Elles furent transférées au dépôt d'Audun-le-Roman où elles furent réimmatriculées 1-151 A 1 à 10 du fait de la disparition récente des 1-151 A 901 et 902
L'électrification de la région Est entraîna, là aussi, une baisse de leurs champs d'activité et en septembre 1957 elles furent toutes radiées.
Ce furent les premières Santa-Fé à tender séparé françaises et les dernières locomotives construites pour la Compagnie du chemin de fer Paris-Lyon-Méditerranée.

## Technique
Elles disposaient d'un moteur compound à quatre cylindres séparés. Le deuxième et troisième essieu moteur étaient coudés et reliés par deux bielles d'accouplement intérieures, pour que les groupes d'essieux haute et basse pression ne puissent pas se décaler. La distribution était de type « Dabeg » à cames rotatives. 
Pour faciliter l'inscription en courbe le premier essieu avait un jeu latéral de + ou - 26 mm et le dernier essieu avait un jeu latéral de + ou - 6 mm. Dans la même optique, il avait été pratiqué sur les quatrième, cinquième et sixième essieux un amincissement des boudins des roues. Le bissel avant avait un déplacement latéral de + ou - 116 mm et celui de l'arrière, de type « PLM », avaient un déplacement latéral de + ou - 111 mm.
Le foyer était de type « Crampton » à grille débordante. Le réchauffeur était de type « Dabeg ». 
D'origine l'échappement était de type « PLM » à trèfles mais il fut remplacé en 1937 par un double à croisillons et petticoats du type « PLM ».

## Tender
Elles étaient accouplées à un tender à bogies contenant 28 m3 d'eau et 7 t de combustible immatriculés : 28-1 à 28-112 puis : 5-28 A 1 à 112 à la SNCF et pour ceux mutées avec les locomotives : 1-28 C 1 à 10.

## Caractéristiques
- Pression de la chaudière : 20 kg/cm2
- Surface de grille : 5 m2
- Surface de chauffe : 243,8 m2
- Surface de surchauffe : 91,6 m2
- Diamètre et course des cylindres HP : 480 mm × 650 mm
- Diamètre et course des cylindres BP : 740 mm × 700 mm
- Diamètre des roues du bissel avant : 850 mm
- Diamètre des roues motrices : 1 500 mm
- Diamètre des roues du bissel arrière : 1 360 mm
- Masse à vide : 110 t
- Masse en ordre de marche : 122 t
- Masse adhérente : 94,3 t
- Longueur hors tout : 16,25 m
- Masse du tender en ordre de marche : 63 t
- Longueur totale : 25,70 m
- Vitesse maxi en service : 75 km/h

## Modélisme
Les 151 A ont fait l’objet d'une reproduction aux échelles HO et O par l'artisan JCR. Elles étaient principalement en métal photo-gravé et à monter par l'amateur. La firme suisse de haut de gamme Lematec avait annoncé ce modèle vers 2008 , puis sorti en 2022.